# Vinaria
Vinaria. Österreichs Zeitschrift für Weinkultur ist ein österreichisches Weinjournal mit Verlagssitz in Krems an der Donau. Das seit 1982 bestehende Vinaria-Magazin, das aktuell mit acht Ausgaben jährlich erscheint, wird seit 2002 um den jährlich erscheinenden Vinaria Weinguide ergänzt. Herausgeber ist seit 1997 Erwin Goldfuss, Chefredakteur ist seit 2006 Peter Schleimer. Das Vinaria-Redaktionsteam besteht seit 2002 aus durchschnittlich zehn bis zwölf Redakteuren.

## Geschichte

### Vorgeschichte
Im Jahr 1981 gründeten der Jurist Josef Obermaier und dessen Bruder, der damalige Student und nachmalige Marketingfachmann Wolfgang Obermaier, sowie der damalige Student und nachmalige Biologe Walter Till in Attersee die unabhängige Weinbruderschaft Collegium Austriacum Vinarii Ebibiti (CAVE), die sich der gemeinschaftlichen Pflege der Weinkultur verschrieben hatte. Noch im selben Jahr wurde der Jurist Viktor Siegl in die Bruderschaft aufgenommen. Nach intensiver Bruderschaftstätigkeit im ersten Jahr, darunter eine Frühjahrsverkostung zum Thema Grüner Veltliner und eine Herbstverkostung zum Thema Riesling, wurde die Herausgabe einer Vereinszeitschrift beschlossen, die künftig einmal pro Jahr erscheinen sollte.

### Gründung und Anfangszeit
Die erste Vinaria-Ausgabe erschien 1982 in Attersee, ab dem zweiten Jahrgang war Vöcklabruck Erscheinungsort und Wien Herstellungsort. Als Untertitel schien zunächst „Jahresschrift des Collegium Austriacum Vinarii Ebibiti“ auf. Ab 1985 lautete der Untertitel „Zeitschrift für den Weinfreund“, ehe im Jahr 1987 auf die Bezeichnung „Vinaria. Zeitschrift für Weinkultur“, hernach auf „Vinaria. Österreichische Zeitschrift für Weinkultur“ und schließlich auf die letztgültige Benennung „Vinaria. Österreichs Zeitschrift für Weinkultur“ umgestellt wurde. Erster Chefredakteur der Vinaria war Wolfgang Obermaier.
Ab 1983 gab es zusätzlich zur Jahresschrift ein „Vinaria Extra“ genanntes Sonderheft, in dem die Frühjahrs- und Herbstverkostungen kommentiert wurden. Wenige Jahre nach der Gründung kamen als Redaktionsmitglieder die neuen CAVE-Weinbrüder Peter Permann, Georg Schwab und Otto Haberhauer hinzu. In Kronberg erwarben die Bruderschaftsmitglieder gemeinschaftlich einen Weinkeller, in dem eine größere Anzahl von Weinen eingelagert werden konnte und wo in weiterer Folge auch Vinaria-Verkostungen stattfanden.
Bereits in der Gründungsphase erschienen in der Vinaria Beiträge sowohl zu österreichischen als auch zu internationalen Themen. Als Blattlinie wurde die kompromisslose Verteidigung der Weinqualität angegeben, die Themengestaltung war bereits in dieser Phase breit gefächert.
Hatte man die Hefte zunächst noch in semiprofessioneller Machart hergestellt und einspaltig gesetzt, so wurde ab der Nummer 2/1985 auf ein professionelles Druckverfahren mit üblichem Mehrspaltensatz umgestellt. Zugleich gab es als weitere Neuerung anstelle des bisherigen Modus mit einer Jahresschrift und einem Sonderheft nun drei Vinaria-Ausgaben jährlich.
Während die Covergestaltung später Grafiker übernehmen sollten, erschienen in den 1980er- und 1990er-Jahren Aquarelle von Gerhard Almbauer und fotokünstlerische Sujets von Helmut Schumnik auf dem Cover der Vinaria-Ausgaben. Ab 1992 gab es auch im Blattinneren erstmals farbliche Gestaltung. Wenngleich die CAVE-Weinbruderschaft weiterhin bestehen blieb, sollten in den 1990er-Jahren hinzukommende Autoren wie Peter Schleimer oder Alexander Magrutsch sowie später mitarbeitende Redakteure nicht mehr der Bruderschaft beitreten. Mitunter steuerten auch international renommierte Gastautoren wie der britische Weinkritiker Stuart Pigott und der Schweizer Weinjournalist René Gabriel Fachbeiträge bei.
Mitte der 1990er-Jahre kam es in wirtschaftlicher Hinsicht zu einer ernsthaften Krise. Herausgeber und Redakteure waren zu diesem Zeitpunkt nach wie vor nebenberuflich respektive hobbymäßig bei Vinaria tätig. Nummer 3/1996 konnte nur noch als 26 Seiten umfassendes Heftchen erscheinen und Nummer 4/1996 entfiel gänzlich, woraufhin der seit 1992 als Chefredakteur tätige Josef Obermaier plante, mit den Verkostungsergebnissen des 1996er-Jahrgangs eine Abschlussnummer herauszugeben. Praktisch in letzter Minute trat die LW Werbe- und Verlagsgesellschaft (nachmals LWmedia GmbH & Co. KG), damals noch ein Tochterunternehmen des Niederösterreichischen Pressehauses mit Sitz in St. Pölten, als wirtschaftlich starker Partner auf den Plan und übernahm in der Folge die gesamte manipulative Verlagsarbeit.

### Weitere Entwicklung
Nach Übernahme der Vinaria durch den Verlag NP Zeitschriften, einem Unternehmensbereich der LW Werbe- und Verlagsgesellschaft, gelang ab 1997 eine deutliche Konsolidierung. Mehr Umfang, mehr Farbe und neue Themen sowie Rubriken waren das Resultat, wie der neue Herausgeber Erwin Goldfuss in der Ausgabe 1/1998 vermeldete. Auch die jährliche Anzahl der Ausgaben sollte in weiterer Folge anwachsen. Mit Michael Prónay, Klaus Stumvoll und Wolfgang Wachter hatte man in der zweiten Hälfte der 1990er-Jahre kompetente Autoren für den Bereich Wein und mit Peter Hämmerle sowie Vene Maier anerkannte Fachleute für den Bereich Spirituosen hinzugewonnen; der im Wiener Restaurant Steirereck tätige Spitzensommelier Adolf (Adi) Schmid und der Schriftsteller Philipp Blom gesellten sich in weiterer Folge zu den Kolumnisten. Neuer Chefredakteur wurde Karl Müllauer.
Im Jahr 2006 kam es personell zu einer größeren Zäsur. Karl Müllauer wurde von Peter Schleimer als Chefredakteur abgelöst. Zur gleichen Zeit verließen die langjährigen Mitarbeiter Alexander Magrutsch, Josef Obermaier, Georg Schwab und Klaus Stumvoll die Vinaria, wogegen das Team, zu dem eine Zeitlang bereits Bernulf Bruckner, Dietmar Bruckner und Rüdiger Pröll gehört hatten, um die Redakteure Hans Pleininger, Luzia Schrampf, Paul Sturm und Johann Werfring erweitert wurde. Später sollten noch weitere Redakteure zum Team hinzukommen. Während eine Reihe von Autoren der Vinaria langfristig verbunden blieb, gab es im Team über die Jahre auch eine gewisse Fluktuation. In den Jahren 2002 bis 2024 gehörten durchschnittlich 10 bis 12 Redakteure als Autoren und Juroren dem Vinaria-Redaktionsteam an. Im Jahr 2010 erfolgte die Verlegung des Verlagssitzes von St. Pölten nach Krems an der Donau.

## Thematische Spezialisierung
Wie im langjährigen Untertitel des Vinaria-Magazins „Österreichs Zeitschrift für Weinkultur“ zum Ausdruck kommt, gibt es in der Vinaria von jeher einen gewichtigen Österreich-Schwerpunkt. Seit Gründung der Vinaria spielen aber auch Auslandsthemen sowie weinkulturelle Beiträge im weitesten Sinne eine Rolle. Immer schon waren verschiedene Mitarbeiter auf bestimmte Bereiche spezialisiert. War etwa das Gründungsmitglied Josef Obermaier in besonderer Weise mit den Verhältnissen in Burgund vertraut, so setzt sich der seit 2006 als Chefredakteur tätige Peter Schleimer seit vielen Jahren intensiv mit den Gewächsen in Bordeaux auseinander. Der langjährige Vinaria-Verkostungsleiter Viktor Siegl wiederum bringt überaus vielfältige internationale Erfahrungen ein. Der ungarische Weinexperte Gábor Rohály fokussierte explizit auf die Verhältnisse in Ungarn. Michael Prónay widmete sich unter anderem den internationalen Schaumweinen, und seit der zweiten Hälfte der 2010er-Jahre betreut Uwe Schögl die groß angelegten Barolo-Verkostungen der Vinaria.
Weinpoesie steuerten Herbert Binder (mit der Kolumne „Hebis Weinbulletin“) und Bernulf Bruckner (mit der Kolumne „Theophil“) bei. Der Historiker Johann Werfring publizierte eine Reihe von kulturgeschichtlichen Beiträgen. Der habilitierte Maschinenbauingenieur Wolfgang Wachter widmet sich verstärkt Weinthemen, die mit wissenschaftlichen Aspekten von Weinbau und Weinbereitung in Zusammenhang stehen und brachte dazu – basierend auf seinen langjährigen Vinaria-Publikationen – mit dem Titel „Weinwissen“ im Jahr 2017 auch ein Buch heraus.

## Sonderformate
Über das seit 1982 erscheinende Vinaria-Magazin hinaus erschienen im Lauf der Jahre unterschiedliche Sonderformate:
- Die zuvor im Vinaria-Magazin abgehandelte jährliche Verkostung der Jungweine wurde im Jahr 2000 als eigene Beilage und sodann jeweils als Ausgabe Nr. 3 in der Form eines Vinaria Jungweinatlas herausgebracht. 2021 erschien der Jungweinatlas letztmals, seither werden auch die Jungweine speziell im „Vinaria Weinguide“ berücksichtigt.[24][34]
- Im Jahr 2002 wurde der jährlich erscheinende Vinaria Weinguide gegründet.[24] Der in der Edition LWmedia erscheinende Vinaria Weinguide beschreibt und bewertet die aktuellen Weine der jeweiligen Jahrgänge und kategorisiert die redaktionell als relevant eingestuften Weingüter Österreichs mit bis zu fünf Kronen. Im Unterschied zum Vinaria-Magazin, in dem die Weine sowohl nach dem 20-Punkte-System als auch mit Sternen bewertet werden, gibt es im Vinaria Weinguide für die Weine durchgehend ein Ranking mit bis zu fünf Sternen (das Sterne-Schema ist etwas weitmaschiger gehalten als das Punkte-Schema, und es bildet jeder Stern im Vergleich zu den Punkten eine gewisse Bandbreite ab).[35] Der Vinaria-Chefredakteur entsendet seine Mitarbeiter alljährlich direkt in die Betriebe, wo sie verkostungsweise das Potenzial der Rebensäfte erkunden. Weine, die von den einzelnen Redakteuren für die Einstufung in der höchsten Stufe mit einer Bewertung von fünf Sternen ausersehen sind, müssen bei einer „gedeckten“ Finalverkostung (ohne sichtbares Etikett) vom gesamten Vinaria-Redaktionsteam mit einfacher Mehrheit bestätigt werden.[36][37]
- In den Jahren 2006 bis 2011[38] erschien halbjährlich die von Christoph Wagner sowie Peter Schleimer als Chefredakteure verantwortete Zeitschrift Vinaria Gourmet. Nach Einstellung dieses Formats[39] wurden die Gourmet-Themen in das Vinaria-Magazin integriert.[24][40]
- Die Vinaria bringt auch einen Genussguide Burgenland heraus, der 2019 in zweiter Auflage erschienen ist. Die im Guide vertretenen Autoren entstammen größtenteils dem Vinaria-Redaktionsteam.[41]

## Kontinuierliche Prämierungen und Veranstaltungen
- Vinaria-Trophy (jährliche Galaveranstaltung mit Prämierung der österreichischen Spitzenweine und Vergabe der „Vinaria Trophy für das Lebenswerk“)[42][43]
- Wein & Genuss Krems (seit 2008 jährlich in Krems an der Donau von Vinaria veranstaltete Wein- und Genussmesse im Rahmen des vom Vinaria-Herausgeber Erwin Goldfuss organisierten „Wachau Gourmet Festivals“)[44][45]
- NÖ Zweigelt Cup (jährlicher Zweigelt-Prämierungsbewerb)[46]

## Mitarbeiter

### Chefredakteure

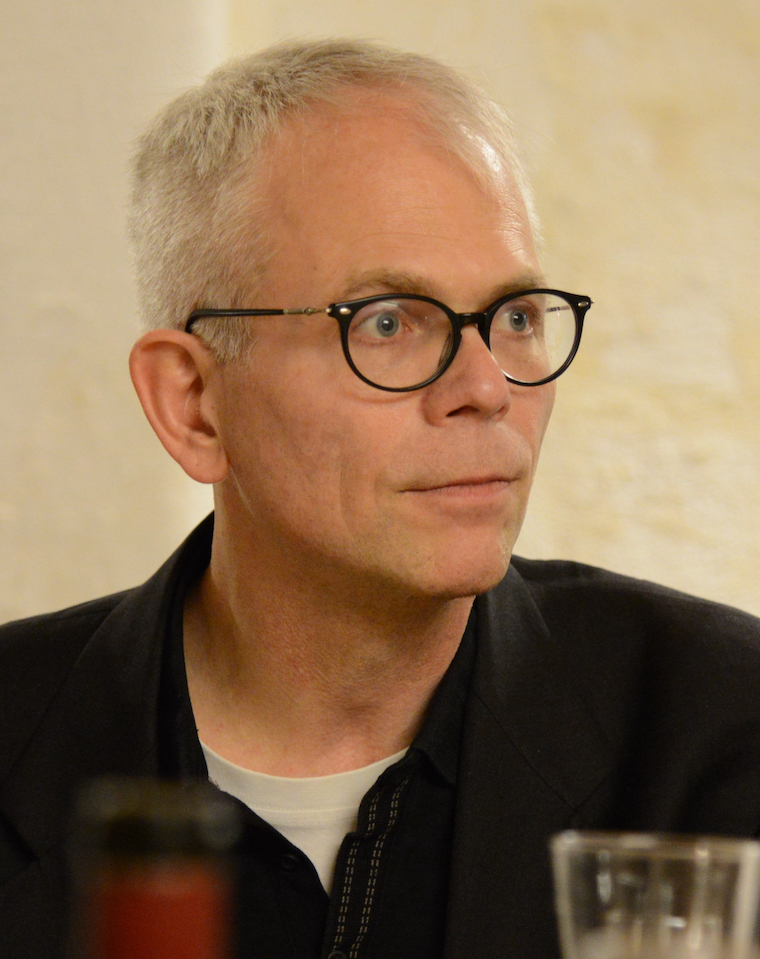
Peter Schleimer, Vinaria-Chefredakteur seit 2006

- 1982–1984: kollegiale Leitung
- 1985–1991: Wolfgang Obermaier
- 1992–1996: Josef Obermaier
- 1997–2006: Karl Müllauer
- seit 2006: Peter Schleimer

### Langjährige Redakteure

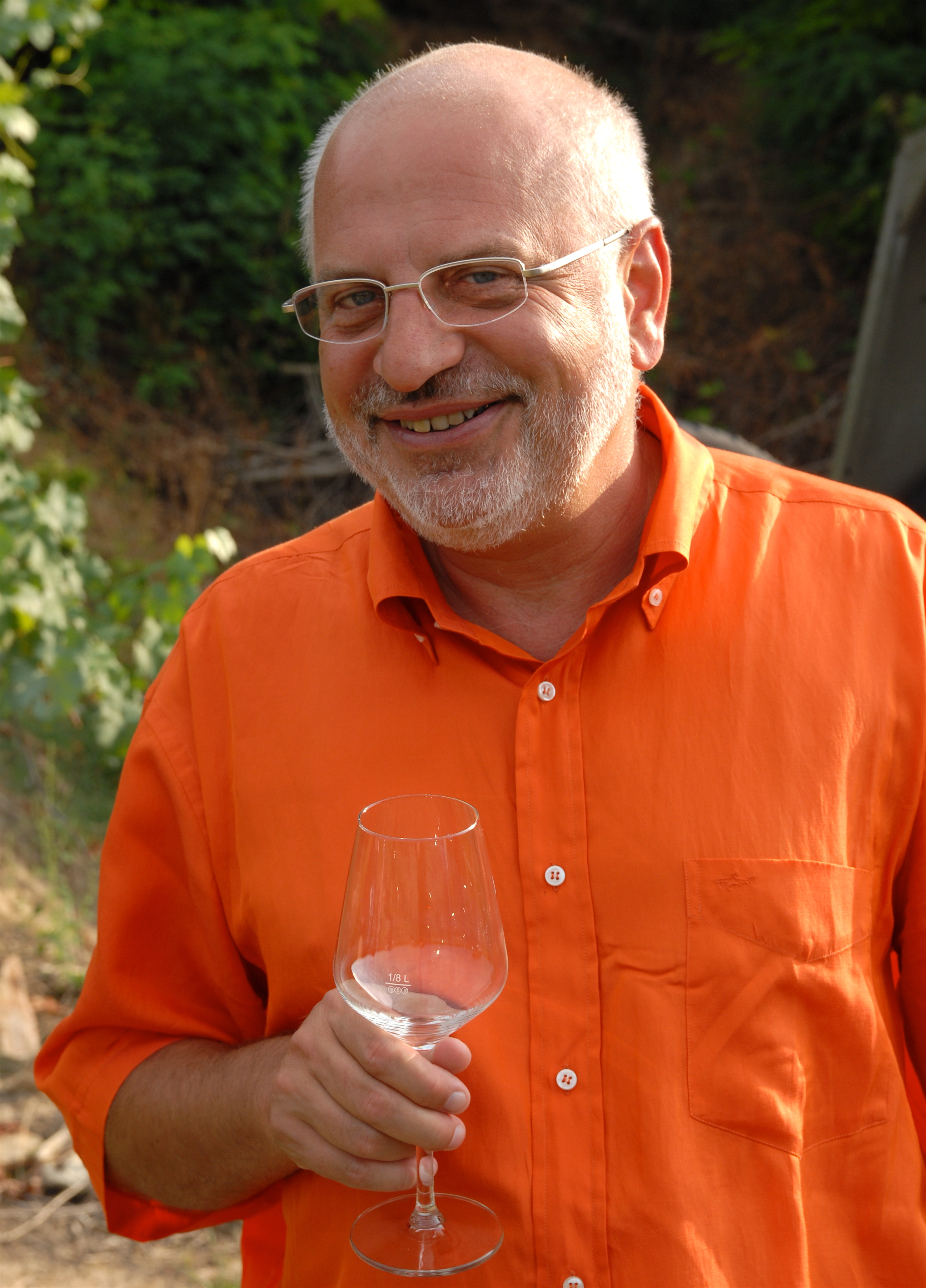
Viktor Siegl, Gründungsmitglied und langjähriger Verkostungsleiter der Vinaria

Zumindest fünf Jahre lang sind (oder waren) bei Vinaria als regelmäßige Autoren und Juroren aktiv:
- Bernulf Bruckner
- Dietmar Bruckner
- Otto Haberhauer
- Peter Hämmerle
- Gerhard Heczko
- Karl Kohl
- Alexander Magrutsch
- Vene Maier
- Josef Obermaier
- Wolfgang Obermaier
- Peter Permann
- Hans Pleininger
- Rüdiger Pröll
- Michael Prónay
- Werner Ringhofer
- Peter Schleimer
- Adolf (Adi) Schmid
- Uwe Schögl
- Georg Schwab
- Viktor Siegl
- Klaus Stumvoll
- Paul Sturm
- Walter Till
- Wolfgang Wachter
- Johann Werfring

### Kolumnisten
- Philipp Blom (namentliche Glosse)

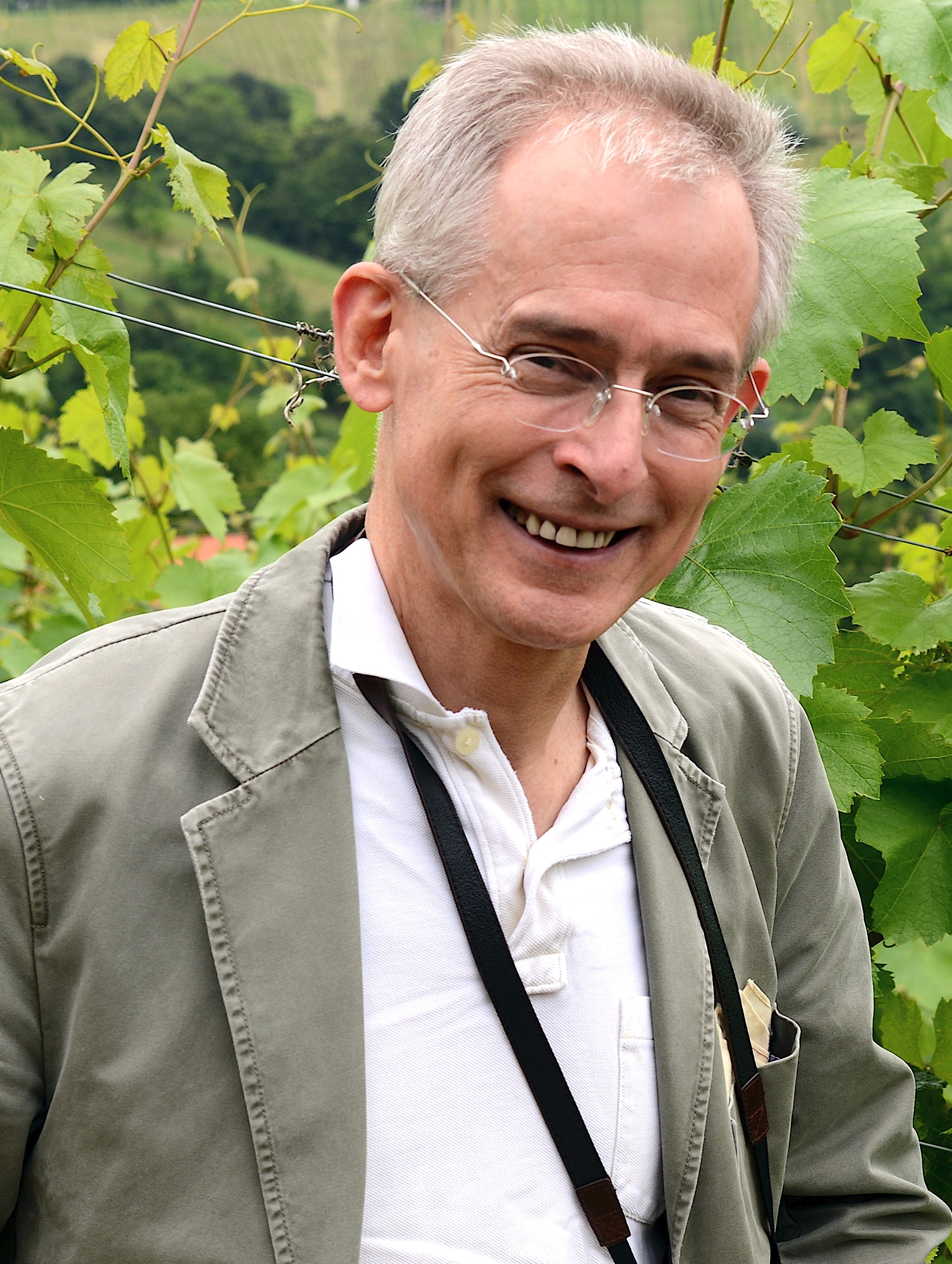
David Schildknecht, langjähriger Vinaria-Kolumnist

- Herbert Binder (Hebis Weinbulletin)
- Bernulf Bruckner (Theophil)
- Erwin Goldfuss (Backstage)
- Clemens Limberg (Weinanwalt)
- Roland Müksch (Asia calling)
- Rüdiger Pröll (Super aus dem Markt)
- Michael Prónay (WeinDoktor)
- Elena Rameder (WeinTagebuch)
- Gábor Rohály (Pagina Hungariae)
- David Schildknecht (namentliche Glosse)
- Viktor Siegl (Weinwelt)
- Adolf (Adi) Schmid (Weintipp)
- Wolfgang Wachter (Weinwissen)